# De fyra elementen (skulptur)

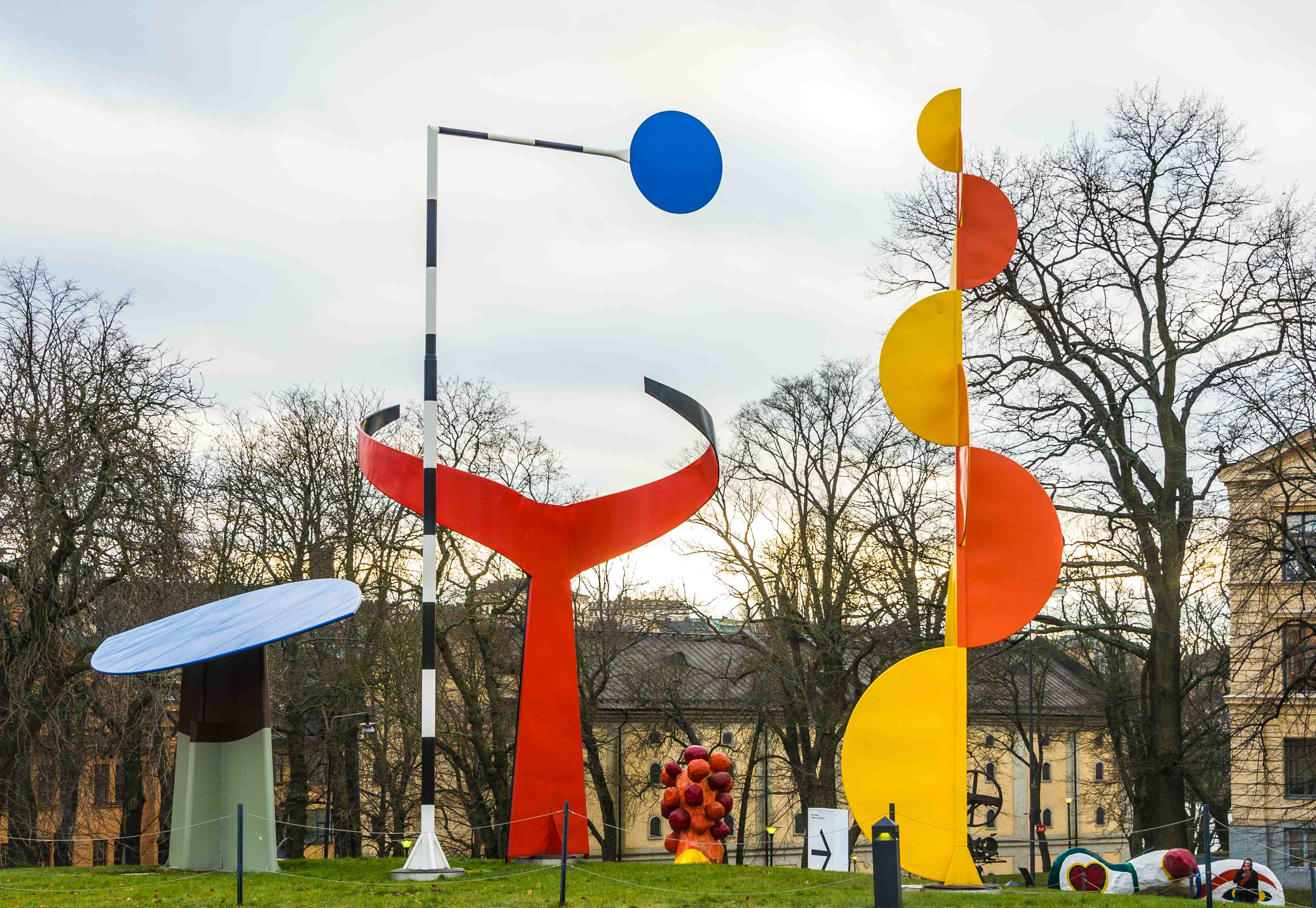
De fyra elementen, rörlig skulptur utanför Moderna museet på Skeppsholmen i Stockholm.

De fyra elementen är en rörlig skulpturgrupp av Alexander Calder på den tidigare exercisplatsen framför Moderna Museet, på Skeppsholmen i Stockholm.
De fyra elementen (The Four Elements) skapades år 1961. Skulpturen är utförd i målad stålplåt efter en modell från 1938. Pontus Hultén hade sett modellen i Alexander Calders ateljé och tagit initiativ till uppförande i full skala. Den donerades 1966 till museet av byggmästaren Allan Skarne.